# Constantin Zureiq
Constantin Zureiq (en árabe: قسطنطين زريق) (Damasco, 18 de abril de 1909 - Beirut, 11 de agosto de 2000) fue un intelectual árabe sirio prominente e influyente que fue uno de los primeros en ser pioneros y expresar la importancia del nacionalismo árabe. Hizo hincapié en la necesidad urgente de transformar la sociedad árabe estancada por medio del pensamiento racional y la modificación radical de los métodos de pensar y actuar. Él desarrolló algunas ideas, como la "misión árabe" y "filosofía nacional", que se convertirían en los conceptos clave para los pensadores nacionalistas árabes, y en los últimos años fue un fuerte defensor de una reforma intelectual de la sociedad árabe, haciendo hincapié en la necesidad de racionalismo y una revolución ética.

## Vida y carrera académica
Constantin Zureiq nació en una familia griega ortodoxa cristiana. Recibió su educación primaria y secundaria en los sistemas de enseñanza ortodoxa y tenía una obsesión con la adquisición de conocimientos. Continuó su educación en la Universidad Americana de Beirut, y, finalmente, obtuvo su doctorado en la Universidad de Princeton. De inmediato se dirigió a la enseñanza, y se convirtió en un profesor de Historia en la Universidad Americana de Beirut.  
Después de recibir su doctorado, Zureiq centró sus objetivos en la enseñanza y la política. Paralelamente a su trabajo como profesor titular, Zureiq experimentó como la primera consejera de la legación siria de los Estados Unidos en 1945, y actuó como delegado ante el Consejo de Seguridad de la ONU ya la Asamblea General de la ONU en 1946. 
Zureiq tarde tuvo una oferta para convertirse en el presidente en funciones de la Universidad Americana de Beirut en 1952, y completó su educación al recibir su doctorado en Literatura en la Universidad de Michigan en 1967.
Falleció el 11 de agosto de 2000 a los 91 años, en Beirut. 

## Obras
- 1939, El despertar nacional
- 1939, ¿Qué se debe hacer? Una dirección para el aumento de las generaciones árabes
- 1939, La conciencia árabe
- 1948, El significado de desastres
- 1959, Facing history
- 1959, Nosotros y la historia
- 1964, En la batalla por la cultura
- 1977, De cara al futuro
- 1998, ¿Qué hacer?